# 1666 год в науке
В 1666 году произошли различные научные и технологические события, некоторые из которых представлены ниже.

## События
- 22 декабря состоялось первое официальное заседание Парижской академии наук, президентом избран Христиан Гюйгенс.
- (Октябрь) Ньютон написал первое изложение созданного им математического анализа, однако не стал его публиковать; эту статью нашли лишь спустя 300 лет. В 1670 году Ньютон писал Джону Коллинзу: «Я не вижу ничего желательного в славе… это, возможно, увеличило бы число моих знакомых, но это как раз то, чего я больше всего стараюсь избегать»[1].

## Публикации
- 21-летний Лейбниц издал трактат «Об искусстве комбинаторики» (Dissertatio de arte combinatoria), где, опередив время на два века, задумал проект математизации логики.

## Родились
См. также: Категория:Родившиеся в 1666 году
- 19 марта — Иоганн Леонгард Фриш (умер в 1743 году), немецкий медик, естествоиспытатель, филолог и переводчик, член Берлинской академии наук.
- 16 сентября — Антуан Паран (умер в 1716 году), французский математик, основоположник аналитической геометрии в трёхмерном пространстве.
- (декабрь) — Стивен Грей (умер в 1736 году), английский физик, первый (а также второй) лауреат медали Копли.

## Скончались
См. также: Категория:Умершие в 1666 году
- 28 ноября — Даниелюс Клейнас (род. в 1609 году), автор первой грамматики литовского языка.
- (?) — Сун Инсин (род. в 1587 году), китайский энциклопедист.